# Stessa spiaggia stesso mare/Ollallà Gigi
Stessa spiaggia, stesso mare/Ollallà, Gigì è il 55º singolo di Mina, pubblicato il 16 maggio del 1963 su vinile a 45 giri dall'etichetta Italdisc.; è stato il disco che ha sancito l'inizio della collaborazione tra Mina e Pino Presti

## Il disco
Ne esiste una versione promozionale per jukebox (non in vendita) con identico numero di catalogo; è stato pubblicato con due diverse copertine.
E' stampato e distribuito in Germania nel 1963 con copertina ancora diversa (Polydor NH 52087)..
Entrambe le canzoni sono contenute nell'album Stessa spiaggia, stesso mare del 1963 e nella raccolta su CD Ritratto: I singoli Vol. 2 del 2010..
Tony De Vita, che arrangia i due brani, e la sua orchestra accompagnano Mina.
Il brano sul retro, Ollallà, Gigì, appare anche nell'album/raccolta ufficiale Mina Nº 7 del 1964.; nel 1963 Mina incide il brano anche in spagnolo (non è noto l'autore del testo), presente nell'EP del 1963 Un desierto (Discophon 27.220) per la discografia di Mina fuori dall'Italia. Questa versione, il cui titolo viene riportato con le grafie più varie e il più ricorrente è Oh la la, Gigi, si trova nelle raccolte Mina canta in spagnolo (1995) e Internazionale (1998).
Il singolo rimane in classifica per 11 settimane consecutive dal 22 giugno al 31 agosto oscillando tra il 4° (raggiunto due volte: la settimana del 20 giugno e quella del 3 agosto) e il 9º posto; nelle vendite annuali relative al 1963, il singolo di Mina si posiziona 32º.

## Tracce
Lato A
1. Stessa spiaggia, stesso mare – 2:12 (testo: Mogol – musica: Piero Soffici; edizioni musicali Peer)

Lato B
1. Ollallà, Gigì – 2:14 (testo: Vito Pallavicini – musica: Vittorio Buffoli; edizioni musicali Orchestralmusic)

## Formazione[4]
- Leonello Bionda: batteria
- Pino Presti; basso, cori
- Alberto Pizzigoni: chitarra
- Ettore Cenci: chitarra
- Tony De Vita: pianoforte